# Жиголо и Жиголетта (фильм, 1980)
«Жи́голо и Жиголе́тта» — советский короткометражный цветной телевизионный музыкальный художественный фильм, поставленный на базе Творческого объединения «Экран» в 1980 году режиссёром Александром Белинским по одноимённому рассказу Сомерсета Моэма.
Телепремьера фильма состоялась 5 октября 1980 года по Первой программе Центрального телевидения (согласно программе телепередач от 5 октября 1980 года).

## Сюжет
Сид Котмен и его жена Стелла выступают в ресторане отеля с популярным номером, в котором Стелла прыгает с высоты в резервуар с водой, причём небольшая глубина воды делает этот трюк крайне опасным. Номер демонстрируется дважды за вечер в том же зале, где прежде Сид и Стелла должны были танцевать друг с другом или с посетителями ресторана. Однажды Стелла заявляет мужу, что категорически отказывается прыгать во второй раз за вечер из-за страха разбиться и молит об избавлении, но после разговора о том, на какие средства и как они будут жить в случае разрыва контракта на эти выступления, изменяет своё решение.

## Роли исполняли
- Екатерина Максимова — Стелла
- Владимир Васильев — Сид Котмен
- Мария Миронова — Флора
- Руфина Нифонтова — Ева Баррет
- Никита Подгорный — зритель
- Сергей Цейц — зритель
- Марк Перцовский — Карло Пенецци
- Юрий Сагьянц — Пако
- Михаил Брохес — пианист
- Фёдор Чеханков — завсегдатай[1] (нет в титрах)
- Леонид Харитонов — мужчина на танцплощадке (нет в титрах)
- Ян Янакиев — зритель[источник не указан 1284 дня]

## Съёмочная группа
- Сценарий и постановка Александра Белинского
- Оператор-постановщик — Евгений Анисимов
- Художник-постановщик — Владимир Лыков
- Балетмейстер — Владимир Васильев
- Режиссёр — Наталья Иванова
- Оператор — Валентин Халтурин
- Звукооператор — И. Ляховицкий
- Костюмы Г. Таар
- Монтаж Т. Пахомычевой
- Грим В. Рожковой, И. Самойловой
- Редактор — В. Розина
- Музыкальный редактор — Н. Розанов
- Комбинированные съёмки:
Оператор — Л. Ревтов
Художник — А. Михайлов
- Ассистенты:
режиссёра — А. Сабшина
оператора — Е. Шатрова
художника — А. Пакскин
- Директор картины — Алла Корякина